# Rafael Jesús Bado Blanco
Rafael «Rafa» Jesús Bado Blanco (La Línea de la Concepción, 30 de diciembre de 1984) es un entrenador y futbolista hispano–gigraltareño, que actualmente (abril de 2017) trabaja para el equipo de Gibraltar Lions. Anteriormente fue un representante de la selección de fútbol de Gibraltar, donde jugó como centrocampista.

## Carrera como futbolista
Nacido y criado en España, Bado paso la mayor parte de su carrera jugando en las divisiones inferiores del fútbol español. En 2011 empezó a jugar por Lynx, contribuyendo a que el equipo, que por ese entonces jugaba en la Segunda División de Gibraltar, logré el ascenso a la Primera División de Gibraltar. Rafael dejó Lynx en 2015, para pasarse a Gibraltar Lions, donde, junto con David Wilson, se convirtió en entrenador interino al final del año. En octubre de 2016 se retiró de las canchas para asumir a tiempo completo el comando técnico del equipo, luego de que Wilson renunciara a su cargo como entrenador. En enero de 2017 volvió a registrase como jugador para ayudar a su equipo en la lucha por no descender. Hizo su primera aparición, luego de su retiro, el 11 de marzo de 2017 saliendo desde la banca, en un partido contra Gibraltar Phoenix por la Rock Cup 2017 que terminó en derrota por 2–0.

### Carrera internacional
Bado hizo su debut con la selección nacional el 7 de septiembre de 2014 en la derrota, por 7–0, frente a Polonia en un partido del Grupo D de la Clasificación para la Eurocopa 2016.
| Equipo    | Año   | Apariciones | Goles |
| --------- | ----- | ----------- | ----- |
| Gibraltar | 2014  | 1           | 0     |
| Total     | Total | 1           | 0     |

## Carrera como entrenador
Cerca del final de la Premier League Gibraltareña 2015-16 Bado, junto a David Wilson, fueron nombrados entrenadores interinos de Gibraltar Lions. Aunque Wilson asumió el rol a tiempo completo. En septiembre de 2016 Wilson decidió renunciar a su cargo, dejando así a Bodo a cargo del equipo.